# Atractus vittatus
Espèce
Atractus vittatus est une espèce de serpents de la famille des Dipsadidae.

## Répartition
Cette espèce est endémique du Venezuela. Elle se rencontre dans l'État d'Aragua et dans le district capitale de Caracas.

## Description
L'holotype de Atractus vittatus mesure 405 mm dont 35 mm pour la queue. Cette espèce a une face dorsale brun sombre avec quatre lignes longitudinales noires. Sa face ventrale est jaune tacheté de noir. Le dessous de sa queue présente deux rayures noires.

## Publication originale
- Boulenger, 1894 : Catalogue of the Snakes in the British Museum (Natural History). Volume II., Containing the Conclusion of the Colubridæ Aglyphæ, p. 1-382 (texte intégral).